# Ligne 75 du tramway de Bruxelles
Pour les articles homonymes, voir Ligne 75.
La ligne 75 est une ancienne ligne de tramway du tramway de Bruxelles qui a fonctionné de manière éphémère entre le 12 décembre 1967 et le 3 janvier 1968.

## Histoire
La ligne est mise en service le 12 décembre 1967 entre le parc Astrid et le hameau de Neerpede à Anderlecht en remplacement de la ligne 56 alors limitée à la gare du Midi.
Elle est supprimée un peu moins d'un mois plus tard, le 3 janvier 1968 et remplacée par une nouvelle ligne d'autobus sous l'indice 103,.